# Polyphagotarsonemus latus
Polyphagotarsonemus latus är en spindeldjursart som först beskrevs av Banks 1904.  Polyphagotarsonemus latus ingår i släktet Polyphagotarsonemus och familjen Tarsonemidae. Inga underarter finns listade i Catalogue of Life.